# Миранда, Клаудио
Клаудио Миранда (исп. Claudio Miranda; род. 1965, Сантьяго, Чили) — американский кинооператор чилийского происхождения. Он наиболее известен как победитель премии «Оскар» за фильм Энга Ли «Жизнь Пи» и оператор фильма Дэвида Финчера «Загадочная история Бенджамина Баттона», первый фильм снятый полностью в цифровой форме, который был номинирован на «Оскар» за лучшую операторскую работу.

## Карьера
Первой работой Миранды был фильм Дэвида Финчера «Семь» 1995 года, в съёмках которого он участвовал как мастер по свету. Ту же самую роль он исполнял в фильмах «Игра» и «Бойцовский клуб» до того как стал добавочным оператором в фильме «Зодиак». Как и в прошлый раз, он принёс работу Финчера на камере FilmStream Camera, снимая «Загадочную историю Бенджамина Баттона».
В 2012 году в качестве оператора принял участие в съёмках фантастического боевика «Обливион» режиссёра Джозефа Косински. Работа над этим фильмом примечательна тем, что весь он снят в цифровом формате с разрешением 4K на цифровую кинокамеру Sony F65.
Является членом Американского общества кинооператоров c 2009 года.

## Фильмография
| Год  | Название                              | Роль                | Примечания |
| ---- | ------------------------------------- | ------------------- | --- |
| 2006 | Любовь и прочие неприятности          | Оператор            | |
| 2007 | Зодиак                                | Добавочный оператор | |
| 2008 | Загадочная история Бенджамина Баттона | Оператор            | Номинация на «Оскар» за лучшую операторскую работу Номинация на Премию Американского общества кинооператоров за лучшую операторскую работу Номинация на BAFTA за лучшую операторскую работу Номинация на премию ассоциации кинокритиков Чикаго за лучшую операторскую работу |
| 2010 | Трон: Наследие                        | Оператор            | |
| 2011 | Маргарет                              | Добавочный оператор | |
| 2012 | Жизнь Пи                              | Оператор            | Премия «Оскар» за лучшую операторскую работу Премия BAFTA за лучшую операторскую работу Номинация на Премию Американского общества кинооператоров за лучшую операторскую работу Номинация на премию ассоциации кинокритиков Чикаго за лучшую операторскую работу             |
| 2013 | Обливион                              | Оператор            | |
| 2015 | 100 лет                               | Оператор            | Фильм выйдет в 2115 г. |
| 2015 | Земля будущего                        | Оператор            | |
| 2017 | Дело храбрых                          | Оператор            | |
| 2022 | Топ Ган: Мэверик                      | Оператор            | |
| 2022 | Побег из Спайдерхэд                   | Оператор            | |